# 活动模板库
活动模板库（Active Template Library (ATL)）是一個以C++模板技術的類的集合，是Microsoft為了簡化組件對象模型（COM）的程式設計而發佈的。 COM旨在允許開發者利用Visual C++創造各種各樣的元件，包括OLE Automation伺服器，與ActiveX控制項。

Patterned after the Standard Template Library  (STL), ATL 包含一個物件精靈（object wizard），當設定好主要的物件結構後，能夠產生快速與較小的程式。
通过MFC可以提供互联网市场所需的控件，但是市场上还需要可以从网络上下载的轻量级控件。MFC程序通常较大而且需要支持DLL。  ATL允许创建不需要支持DLL的更小的控件，所以ATL是一种在COM控件环境下MFC的轻量级替代物。

## 头文件
- afxwin.h
- afximpl.h  实现了一套模板库，如CArray, CList, CMap等。因为在发布时STL尚未进入C++语言标准，因此ATL自行开发实现了一套。

## 编译选项
ATL定义三个宏来来影响生成的COM服务器的优化。
- _ATL_MIN_CRT             服务器不链接标准的C/C++运行库，并且ATL提供了函数malloc、realloc、new和delete的一个实现。不能调用任何其他的C/C++运行库的函数。_mainATL向导生成的ATL工程为所有的Release版本的定义了_ATL_MIN_CRT，但是没有为Debug版本定义这个符号宏。
- _ATL_DLL                  服务器动态链接工具函数库atl.dll
- _ATL_STATIC_REGISTRY    服务器静态链接对组件注册的支持

Debug配置没有定义上述三个符号宏。Release MinSize配置定义了_ATL_MIN_CRT和_ATL_DLL。Release MinDependency配置定义了_ATL_MIN_CRT和_ATL_STATIC_REGISTRY。

## 历史
- ATL版本3.0  (Visual Studio 6.0)
- ATL版本7.0  (Visual Studio 2003)
- ATL版本8.0  (Visual Studio 2005)

## 支持类
ATL包含了许多RAII类以简化对COM类型的管理。常用的有： 
- CComPtr<T>[4]通用智能指针
- CComBSTR[5] BSTR包装
- CComVariant[6] VARIANT包装
- CComSafeArray<T>[7] SAFEARRAY包装

## 编译器COM支持类
虽然不是ATL的正式组成部分，Microsoft Visual C++包含额外的C++ RAII类以简化对COM类型的管理，可替代或配合ATL中对应的部分：
- _com_ptr_t[8]装饰COM接口的智能执政，前缀以"Ptr"。
- _bstr_t[9] BSTR包装器
- _variant_t[10] VARIANT包装器
- _com_error[11] HRESULT包装器

注意从Visual Studio 2012起，编译器COM支持类不再包含SAFEARRAY包装器。